# 光碟資料庫
光碟資料庫（英文：Compact Disc Database，簡稱CDDB）是一種利用音樂播放程式，透過網際網路找尋音樂光碟資訊的線上資料庫，由Gracenote公司授權發行。
光碟資料庫主要用於音樂播放程式或CD音效擷取軟體。當該音樂CD的光碟作者資訊，無法被前述軟體辨識時，使用者便可透過音樂播放軟體（如：iTunes、Winamp等）填入該片音樂CD的著作資訊（如：歌曲名稱、作曲者、發行公司等）。
音樂CD檔案（.cda），實際上並未包含任何有關光碟名稱與音軌名稱的資訊，因此需要有一個可以讓使用者提供資訊的線上資料庫，以利當光碟使用於先進設備並聯網時，該光碟的資訊可以被辨識。CD文字便是解決前述問題的其中一種方案。

## 歷史
1993年晚期，華裔科學家甘棣發明了光碟資料庫（CDDB），作為在xmcd音樂播放應用程式提供本地端資料的工具。
然而，資料庫日漸迅速增長導致負荷過重的情況下，1995年，甘棣請求Steve Scherf，幫忙建置一個由CDDB公司運作，可以透過網路存取資料的版本。

## 知名光碟資料庫
- Gracenote
- freedb
- MusicBrainz
- Allmusic
- CDJorunal

## 外部連結
- Gracenote* （页面存档备份，存于）
- CDDB1 protocol
- CDDB1 database entry format